# 激光干涉空間天線開路者號
雷射干涉太空天線開路者號（LISA Pathfinder）是一個歐洲太空總署的太空探測器，於2015年12月3日04:04 UTC時間發射升空。該任務將會對於演化雷射干涉太空天線所需的科技進行檢驗。演化雷射干涉太空天線是歐洲太空總署計畫於2034年射入太空的一座引力波天文台。 
該任務預算費用為4億歐元。

## 外部連結
- （英文）Lisa Pathfinder Real Time Tracking
- （英文）eLISA and LISA Pathfinder's Homepage
- （英文）Videos for LISA Pathfinder on eLISAscience.org
- （英文）LISA Pathfinder mission home at ESA （页面存档备份，存于）
- （英文）LISA Pathfinder at eoPortal （页面存档备份，存于）
- （英文）New Gravitational Wave Observatory mission home （页面存档备份，存于）